# Кессье, Франк
Франк Янни́к Кессье́ (фр. Franck Yannick Kessié; род. 19 декабря 1996, Урагахио, Кот-д’Ивуар) — ивуарийский футболист, полузащитник клуба «Аль-Ахли» и сборной Кот-д’Ивуара.

## Клубная карьера
В 2015 году подписал контракт с «Аталантой». 26 августа был отдан в аренду в «Чезену» сроком на один сезон. 26 сентября дебютировал за неё в Серии B поединком против «Перуджи».
Перед сезоном 2016/17 вернулся в «Аталанту». 21 августа 2016 года дебютировал в Серии А в поединке против «Лацио». Кессье вышел в основном составе и дважды отличился, на 63-й и 67-й минутах. В сезоне 2016/17 вместе с «Аталантой» Кессье занял 4-е место Серии А.
Летом 2017 года Кессье перешёл в «Милан» на правах двухлетней аренды, с условием обязательного выкупа. 20 августа 2017 года в матче первого тура забил за «Милан» свой первый мяч в новом сезоне, отметившись с пенальти на 5-й минуте матча. В итоге «россонери» победили «Кротоне» со счётом 3:0.
Карьера Кессье в «Милане» выдалась достаточно успешной. Он с первого сезона закрепился в основе, и продолжал получать игровое время при всех последующих тренерах «Милана». При Винченцо Монтелле и Дженнаро Гаттузо, Франк играл в основном на позиции правого полузащитника в игровой схеме 4-3-3. Основными преимуществами ивуарийца являются выносливость и физическая подготовка.
С приходом в команду Стефано Пиоли в октябре 2019, Кессье стал играть одного из двух опорных полузащитников, поскольку «Милан» перешёл на схему 4-2-3-1.
Сезон 2020/21 стал для Кессье самым успешным за его период выступления за «Милан», он отметился 13 голами в Серии А и стал вторым бомбардиром команды.
Сезон 2021/22 Кессье проводил в составе «Милана» как заключительный, отказавшись продлить контракт на условиях «Милана». По итогам сезона стал чемпионом Италии, выиграв с «Миланом» свой единственный трофей.
Летом 2022 года Кессье перешёл в «Барселону» на правах свободного агента. Контракт был заключён до 2026 года. 13 июля 2022 года он дебютировал за «каталонцев» в товарищеском матче против клуба «Олот».
9 августа 2023 года Кессье перешёл в клуб Саудовской профессиональной лиги «Аль-Ахли» за 12,5 млн долларов.

## Карьера в сборной
Выступал за юношескую сборную Кот-д’Ивуара до 17 лет. 6 сентября 2014 года в возрасте 17 лет дебютировал за главную команду Кот-д’Ивуара поединке против сборной Сьерра-Леоне, выйдя в основном составе и проведя на поле 25 минут. Был удалён главным арбитром встречи на 26-й минуте за ритуальный танец «Макарена» в штрафной площади соперника.

## Статистика

### Клубная статистика
| Выступления      | Выступления            | Выступления      | Лига | Лига | Кубок | Кубок | Еврокубки | Еврокубки | Другие | Другие | Всего | Всего |
| Клуб             | Лига                   | Сезон            | Игры | Голы | Игры  | Голы  | Игры      | Голы      | Игры   | Голы   | Игры  | Голы  |
| ---------------- | ---------------------- | ---------------- | ---- | ---- | ----- | ----- | --------- | --------- | ------ | ------ | ----- | ----- |
| Стелла д’Аджаме  | Чемпионат Кот-д’Ивуара | 2014/15          | 10   | 3    | 0     | 0     | —         | —         | —      | —      | 10    | 3     |
| Стелла д’Аджаме  | Всего                  | Всего            | 10   | 3    | 0     | 0     | —         | —         | —      | —      | 10    | 3     |
| Аталанта         | Серия А                | 2015/16          | 0    | 0    | 0     | 0     | —         | —         | —      | —      | 0     | 0     |
| → Чезена         | Серия В                | 2015/16          | 37   | 4    | 0     | 0     | —         | —         | —      | —      | 37    | 4     |
| → Чезена         | Всего                  | Всего            | 37   | 4    | 0     | 0     | —         | —         | —      | —      | 37    | 4     |
| Аталанта         | Серия А                | 2016/17          | 30   | 6    | 1     | 1     | —         | —         | —      | —      | 31    | 7     |
| Аталанта         | Всего                  | Всего            | 30   | 6    | 1     | 1     | —         | —         | —      | —      | 31    | 7     |
| → Милан          | Серия А                | 2017/18          | 37   | 5    | 5     | 0     | 12        | 0         | —      | —      | 54    | 5     |
| → Милан          | Серия А                | 2018/19          | 34   | 7    | 4     | 0     | 3         | 0         | 1      | 0      | 42    | 7     |
| Милан            | Серия А                | 2019/20          | 35   | 4    | 3     | 0     | —         | —         | —      | —      | 38    | 4     |
| Милан            | Серия А                | 2020/21          | 37   | 13   | 2     | 0     | 11        | 1         | —      | —      | 50    | 14    |
| Милан            | Серия А                | 2021/22          | 23   | 5    | 2     | 1     | 5         | 0         | —      | —      | 30    | 6     |
| Милан            | Всего                  | Всего            | 166  | 34   | 16    | 1     | 31        | 1         | 1      | 0      | 214   | 36    |
| Всего за карьеру | Всего за карьеру       | Всего за карьеру | 243  | 47   | 17    | 1     | 31        | 1         | 1      | 0      | 292   | 49    |

### Статистика выступлений за сборную
| 2014  | 4  | 0  |
| 2015  | 0  | 0  |
| 2016  | 6  | 0  |
| 2017  | 13 | 0  |
| 2018  | 5  | 0  |
| 2019  | 12 | 1  |
| 2020  | 4  | 2  |
| 2021  | 8  | 2  |
| 2022  | 8  | 2  |
| 2023  | 9  | 1  |
| 2024  | 6  | 2  |
| Всего | 75 | 10 |

### Голы за сборную
| # | Дата           | Место проведения                                   | Оппонент | Гол | Результат | Соревнование                                            |
| - | -------------- | -------------------------------------------------- | -------- | --- | --------- | ------------------------------------------------------- |
| 1 | 16 ноября 2019 | Стадион «Феликс Уфуэ-Буаньи», Абиджан, Кот-д'Ивуар | Нигер    | 1   | 1:0       | Квалификация на Кубок Африканских Наций 2021 (Группа K) |

## Достижения

### Командные достижения
«Милан»
- Чемпион Италии: 2021/22

«Барселона»
- Чемпион Испании: 2022/23
- Обладатель Суперкубка Испании: 2022/23

Сборная Кот-д’Ивуара
- Обладатель Кубка африканских наций: 2023

### Личные достижения
- Вошёл в символическую сборную Кубка африканских наций: 2023[13]

## Личная жизнь
Когда Кессье было 11 лет, из-за болезни умер его отец, который в юности был профессиональным футболистом до того, как поступил на службу в ивуарийскую армию. Поэтому одним из его празднований гола является военное приветствие, совершаемое в честь его покойного отца. В детстве его кумиром был Яя Туре.
Кесси — практикующий мусульманин. Он регулярно постится во время исламского месяца Рамадан.